# Saint-Vincent-Lespinasse
Pour les articles homonymes, voir Saint-Vincent et Lespinasse.
Saint-Vincent-Lespinasse est une commune française située dans l'ouest du département de Tarn-et-Garonne, en région Occitanie appartenant à la Communauté de Communes des deux RIVES . Sur le plan historique et culturel, la commune est dans le Quercy Blanc, correspondant à la partie méridionale du Quercy, devant son nom à ses calcaires lacustres du Tertiaire.
Exposée à un climat océanique altéré, elle est drainée par la Barguelonne, le ruisseau de la Saudèze et par divers autres petits cours d'eau. La commune possède un patrimoine naturel remarquable composé d'une zone naturelle d'intérêt écologique, faunistique et floristique.
Saint-Vincent-Lespinasse est une commune rurale qui compte 285 habitants en 2022, après avoir connu un pic de population de 688 habitants en 1800. Elle fait partie de l'aire d'attraction de Valence. Ses habitants sont appelés les Saint-Vincenois ou  Saint-Vincenoises.

## Géographie

### Localisation
Les villes les plus proches sont Valence-d'Agen à 4 km et Moissac à 11 km.

### Communes limitrophes
Les communes limitrophes sont  Boudou, Goudourville, Malause, Saint-Clair et Saint-Paul-d'Espis.
|              | Saint-Clair              | Saint-Paul-d'Espis |
| Goudourville | Saint-Vincent-Lespinasse | Boudou             |
|              | Malause                  |                    |

### Hydrographie

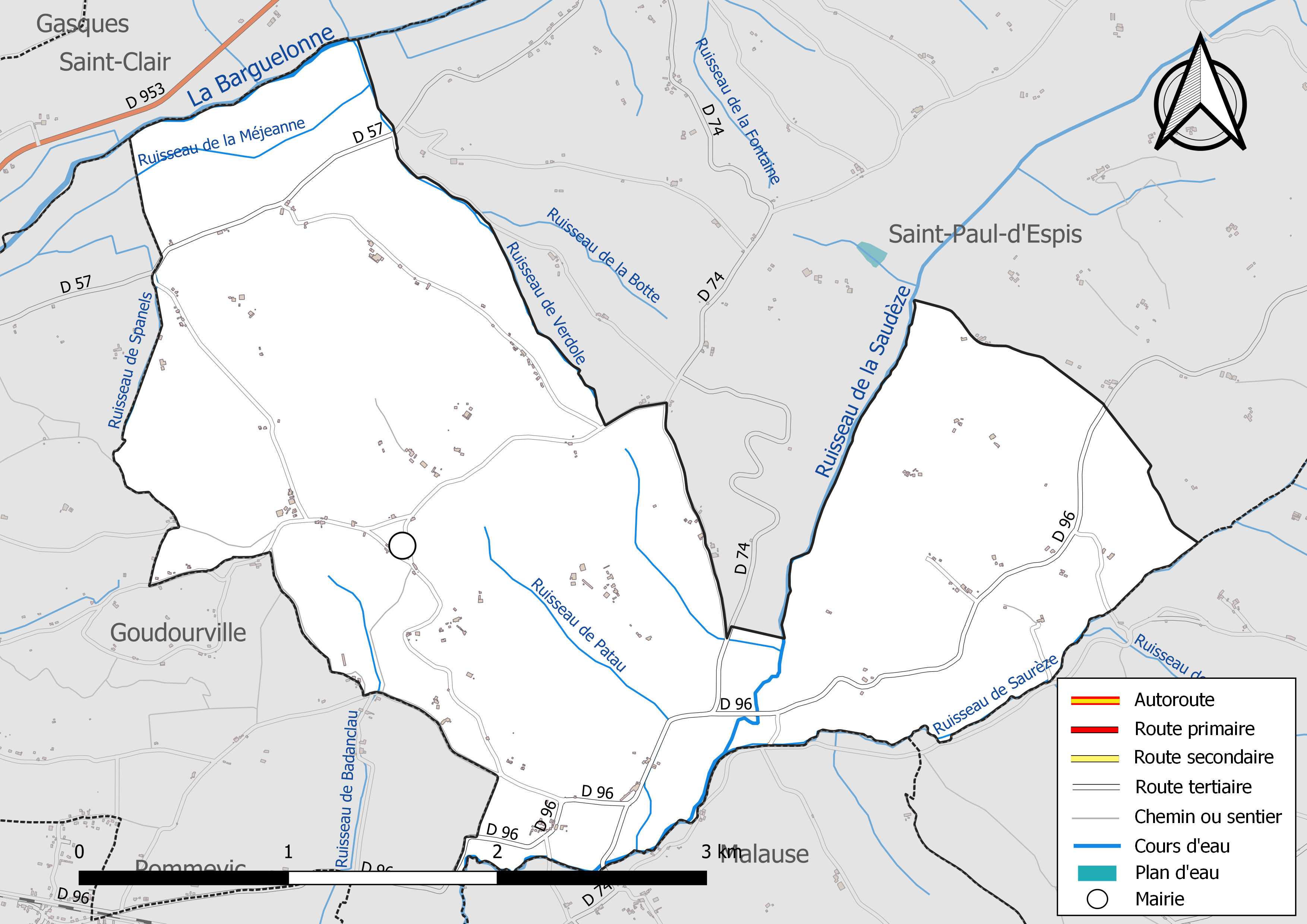
Réseaux hydrographique et routier de Saint-Vincent-Lespinasse.

La commune est dans le bassin versant de la Garonne, au sein du bassin hydrographique Adour-Garonne. Elle est drainée par la Barguelonne, le ruisseau de la Saudèze, le ruisseau de la Botte, le ruisseau de Lalbenque, le ruisseau de la Méjeanne, le ruisseau de Patau, le ruisseau de Saint-Pierre, le ruisseau de Saurèze, le ruisseau de Spanels, le ruisseau de Verdole et par un petit cours d'eau, constituant un réseau hydrographique de 11 km de longueur totale,.
La Barguelonne, d'une longueur totale de 61,1 km, prend sa source dans la commune de Lhospitalet et s'écoule du nord-est au sud-ouest. Elle traverse la commune et se jette dans le canal de Golfech à Lamagistère, après avoir traversé 24 communes.
Le ruisseau de la Saudèze, d'une longueur totale de 11,5 km, prend sa source dans la commune de Saint-Paul-d'Espis et s'écoule du nord-est au sud-ouest. Il traverse la commune et se jette dans le canal latéral à la Garonne à Pommevic, après avoir traversé 5 communes.

### Climat
Pour des articles plus généraux, voir Climat de l'Occitanie et Climat de Tarn-et-Garonne.
En 2010, le climat de la commune est de type climat du Bassin du Sud-Ouest, selon une étude du Centre national de la recherche scientifique s'appuyant sur une série de données couvrant la période 1971-2000. En 2020, Météo-France publie une typologie des climats de la France métropolitaine dans laquelle la commune est exposée à un climat océanique altéré et est dans la région climatique Aquitaine, Gascogne, caractérisée par une pluviométrie abondante au printemps, modérée en automne, un faible ensoleillement au printemps, un été chaud (19,5 °C), des vents faibles, des brouillards fréquents en automne et en hiver et des orages fréquents en été (15 à 20 jours).
Pour la période 1971-2000, la température annuelle moyenne est de 13,8 °C, avec une amplitude thermique annuelle de 15,7 °C. Le cumul annuel moyen de précipitations est de 783 mm, avec 10,9 jours de précipitations en janvier et 6,2 jours en juillet. Pour la période 1991-2020, la température moyenne annuelle observée sur la station météorologique de Météo-France la plus proche, « Valence », sur la commune de Valence à 5 km à vol d'oiseau, est de 14,3 °C et le cumul annuel moyen de précipitations est de 747,3 mm. 
La température maximale relevée sur cette station est de 43 °C, atteinte le 12 août 2003 ; la température minimale est de −13,7 °C, atteinte le 9 février 2012,,.
Les paramètres climatiques de la commune ont été estimés pour le milieu du siècle (2041-2070) selon différents scénarios d'émission de gaz à effet de serre à partir des nouvelles projections climatiques de référence DRIAS-2020. Ils sont consultables sur un site dédié publié par Météo-France en novembre 2022.

### Milieux naturels et biodiversité

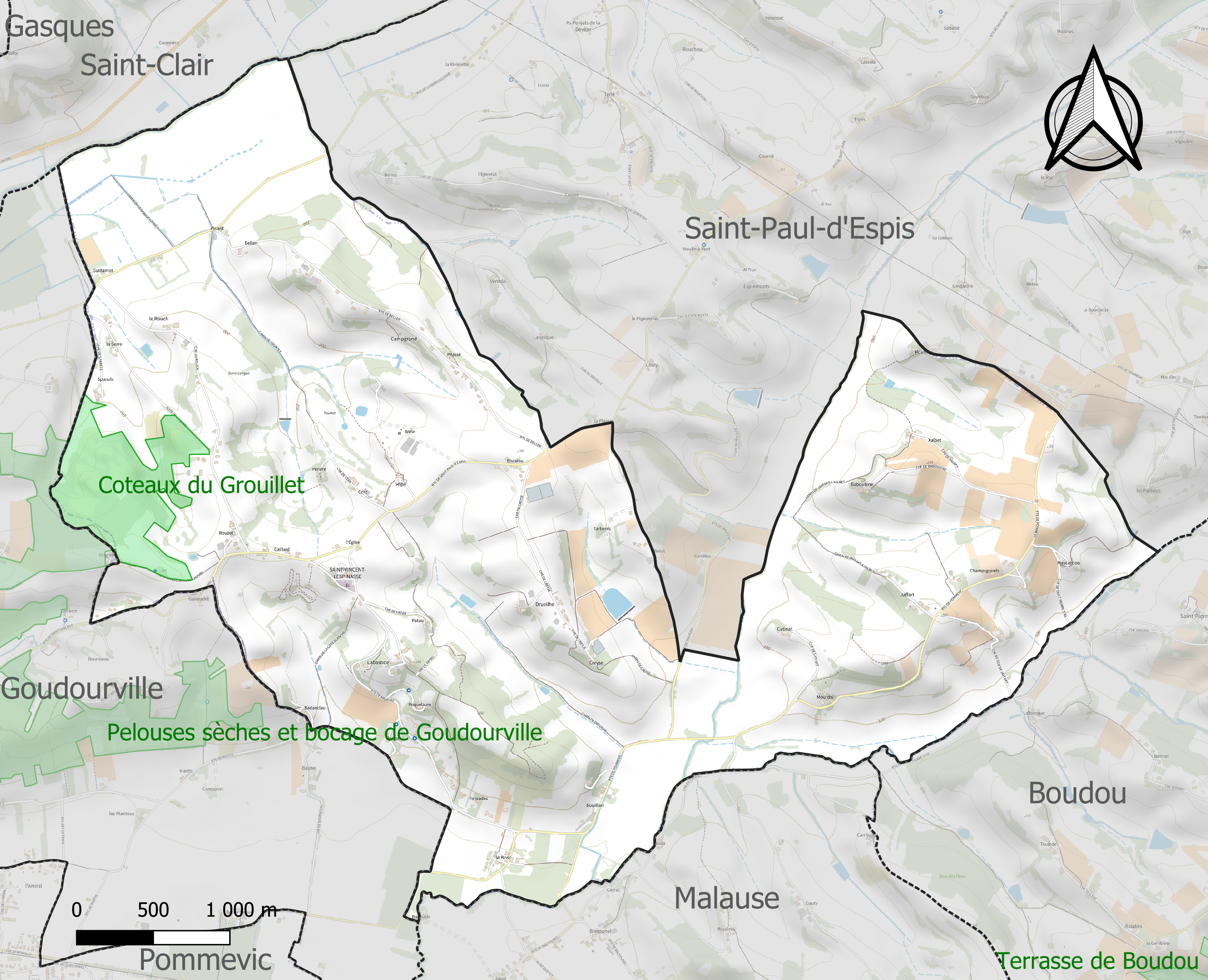
Carte de la ZNIEFF de type 1 localisée sur la commune.

L’inventaire des zones naturelles d'intérêt écologique, faunistique et floristique (ZNIEFF) a pour objectif de réaliser une couverture des zones les plus intéressantes sur le plan écologique, essentiellement dans la perspective d’améliorer la connaissance du patrimoine naturel national et de fournir aux différents décideurs un outil d’aide à la prise en compte de l’environnement dans l’aménagement du territoire.
Une ZNIEFF de type 1 est recensée sur la commune :
les « coteaux du Grouillet » (103 ha), couvrant 2 communes du département.

## Urbanisme

### Typologie
Au 1er janvier 2024, Saint-Vincent-Lespinasse est catégorisée commune rurale à habitat très dispersé, selon la nouvelle grille communale de densité à sept niveaux définie par l'Insee en 2022.
Elle est située hors unité urbaine. Par ailleurs la commune fait partie de l'aire d'attraction de Valence, dont elle est une commune de la couronne,. Cette aire, qui regroupe 16 communes, est catégorisée dans les aires de moins de 50 000 habitants,.

### Occupation des sols
L'occupation des sols de la commune, telle qu'elle ressort de la base de données européenne d’occupation biophysique des sols Corine Land Cover (CLC), est marquée par l'importance des territoires agricoles (97,2 % en 2018), une proportion identique à celle de 1990 (97,2 %). La répartition détaillée en 2018 est la suivante : 
zones agricoles hétérogènes (67,7 %), terres arables (29,6 %), forêts (2,8 %). L'évolution de l’occupation des sols de la commune et de ses infrastructures peut être observée sur les différentes représentations cartographiques du territoire : la carte de Cassini (XVIIIe siècle), la carte d'état-major (1820-1866) et les cartes ou photos aériennes de l'IGN pour la période actuelle (1950 à aujourd'hui).

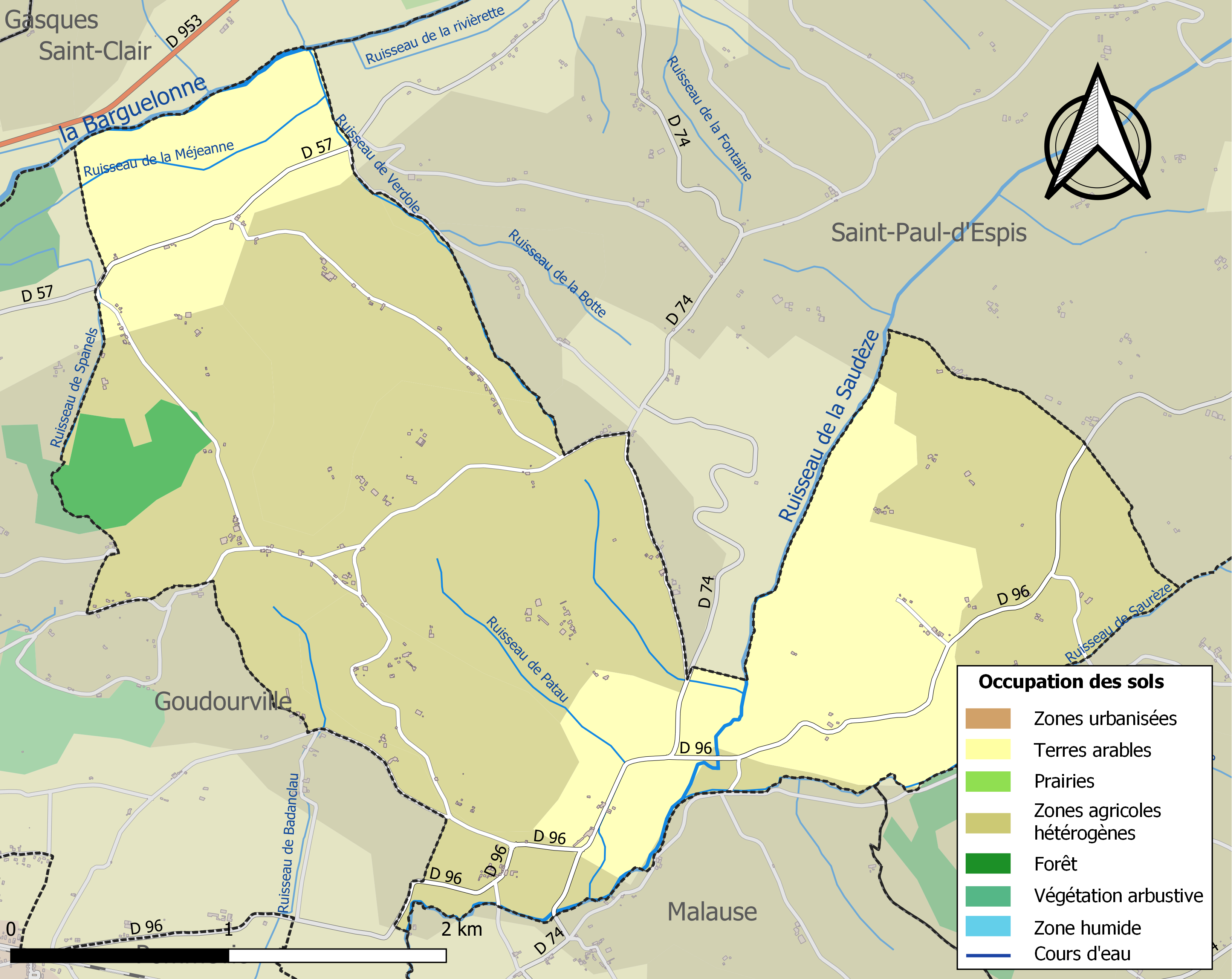
Carte des infrastructures et de l'occupation des sols de la commune en 2018 (CLC).

### Voies de communication et transports
Saint-Vincent-Lespinasse se situe à 650 km de Paris, 156 km de Bordeaux, 85 km de Toulouse et 30 km d'Agen. On peut y accéder facilement grâce à l'autoroute des Deux Mers A62, sortie no 8 Valence, à 15 km de Saint-Vincent-Lespinasse. On accède ensuite à la commune grâce aux départementales D 953 et D 813, puis une portion de 1 km de route communale. On peut y accéder par train, gare de Valence-d'Agen à (6 km), ainsi de Saint-Vincent-Lespinasse se situe à 5 heures de Paris par le train. Concernant le transport aérien, aéroport Agen-La Garenne ou aéroport Toulouse-Blagnac.

### Risques majeurs
Le territoire de la commune de Saint-Vincent-Lespinasse est vulnérable à différents aléas naturels : météorologiques (tempête, orage, neige, grand froid, canicule ou sécheresse), inondations, mouvements de terrains et séisme (sismicité très faible). Il est également exposé à deux risques technologiques, le transport de matières dangereuses et le risque nucléaire. Un site publié par le BRGM permet d'évaluer simplement et rapidement les risques d'un bien localisé soit par son adresse soit par le numéro de sa parcelle.

#### Risques naturels
Certaines parties du territoire communal sont susceptibles d’être affectées par le risque d’inondation par débordement de cours d'eau, notamment la Barguelonne et le ruisseau de la Saudèze. La cartographie des zones inondables en ex-Midi-Pyrénées réalisée dans le cadre du XIe Contrat de plan État-région, visant à informer les citoyens et les décideurs sur le risque d’inondation, est accessible sur le site de la DREAL Occitanie. La commune a été reconnue en état de catastrophe naturelle au titre des dommages causés par les inondations et coulées de boue survenues en 1982, 1984, 1996 et 1999,.
Saint-Vincent-Lespinasse est exposée au risque de feu de forêt. Le département de Tarn-et-Garonne présentant toutefois globalement un niveau d’aléa moyen à faible très localisé, aucun Plan départemental de protection des forêts contre les risques d’incendie de forêt (PFCIF) n'a été élaboré. Le débroussaillement aux abords des maisons constitue l’une des meilleures protections pour les particuliers contre le feu,.

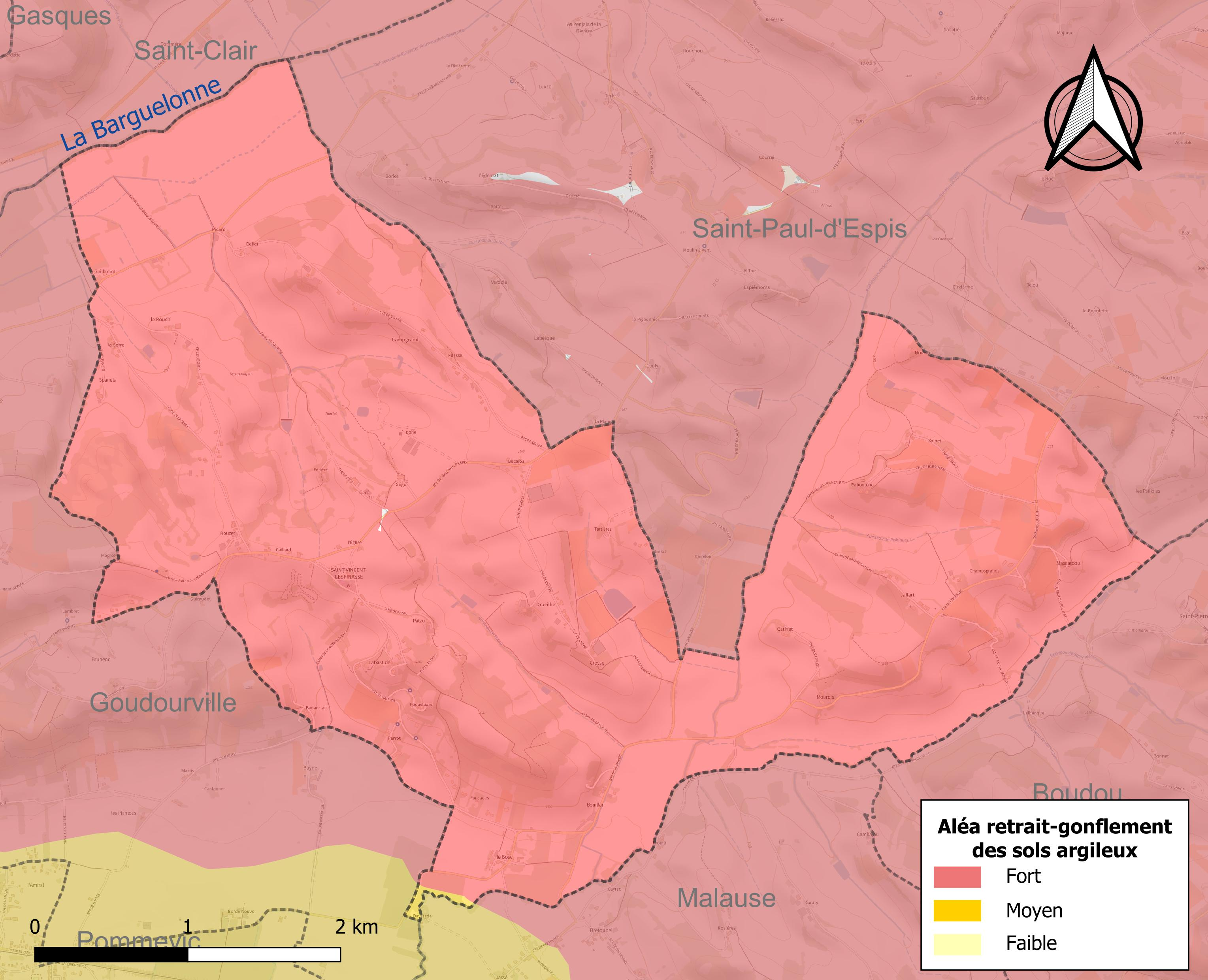
Carte des zones d'aléa retrait-gonflement des sols argileux de Saint-Vincent-Lespinasse.

Les mouvements de terrains susceptibles de se produire sur la commune sont des tassements différentiels.
Le retrait-gonflement des sols argileux est susceptible d'engendrer des dommages importants aux bâtiments en cas d’alternance de périodes de sécheresse et de pluie. La totalité de la commune est en aléa moyen ou fort (92 % au niveau départemental et 48,5 % au niveau national). Sur les 130 bâtiments dénombrés sur la commune en 2019, 130 sont en aléa moyen ou fort, soit 100 %, à comparer aux 96 % au niveau départemental et 54 % au niveau national. Une cartographie de l'exposition du territoire national au retrait gonflement des sols argileux est disponible sur le site du BRGM,.
Par ailleurs, afin de mieux appréhender le risque d’affaissement de terrain, l'inventaire national des cavités souterraines permet de localiser celles situées sur la commune.
Concernant les mouvements de terrains, la commune a été reconnue en état de catastrophe naturelle au titre des dommages causés par la sécheresse en 2003, 2009, 2011 et 2017 et par des mouvements de terrain en 1999.

#### Risques technologiques
Le risque de transport de matières dangereuses sur la commune est lié à sa traversée par des infrastructures routières ou ferroviaires importantes ou la présence d'une canalisation de transport d'hydrocarbures. Un accident se produisant sur de telles infrastructures est susceptible d’avoir des effets graves sur les biens, les personnes ou l'environnement, selon la nature du matériau transporté. Des dispositions d’urbanisme peuvent être préconisées en conséquence.
En cas d’accident grave, certaines installations nucléaires sont susceptibles de rejeter dans l’atmosphère de l’iode radioactif. La commune étant située dans le périmètre de sûreté de 20 km autour de la centrale nucléaire de Golfech, elle est exposée au risque nucléaire. En cas d'accident nucléaire, une alerte est donnée par différents médias (sirène, sms, radio, véhicules). Dès l'alerte, les personnes habitant dans le périmètre de 2 km se mettent à l'abri. Les personnes habitant dans le périmètre de 20 km peuvent être amenées, sur ordre du préfet, à évacuer et ingérer des comprimés d'iode,,.

## Politique et administration
| Période                                  | Période  | Identité        | Étiquette | Qualité |
| ---------------------------------------- | -------- | --------------- | --------- | ------- |
| 1977                                     | 1983     | Alain Renailler | DVG       |         |
| 1983                                     | 2001     | Roger Boyer     |           |         |
| 2001                                     | 2020     | Marcel Bardols  |           |         |
| 2020                                     | En cours | Serge Boyer     |           |         |
| Les données manquantes sont à compléter. |          |                 |           |         |

## Démographie
L'évolution du nombre d'habitants est connue à travers les recensements de la population effectués dans la commune depuis 1793. Pour les communes de moins de 10 000 habitants, une enquête de recensement portant sur toute la population est réalisée tous les cinq ans, les populations de référence des années intermédiaires étant quant à elles estimées par interpolation ou extrapolation. Pour la commune, le premier recensement exhaustif entrant dans le cadre du nouveau dispositif a été réalisé en 2004.

En 2022, la commune comptait 285 habitants, en évolution de +14,46 % par rapport à 2016 (Tarn-et-Garonne : +3,12 %, France hors Mayotte : +2,11 %).
| 1793 | 1800 | 1806 | 1821 | 1831 | 1836 | 1841 | 1846 | 1851 |
| ---- | ---- | ---- | ---- | ---- | ---- | ---- | ---- | ---- |
| 428  | 688  | 619  | 569  | 507  | 511  | 501  | 462  | 446  |

| 1856 | 1861 | 1866 | 1872 | 1876 | 1881 | 1886 | 1891 | 1896 |
| ---- | ---- | ---- | ---- | ---- | ---- | ---- | ---- | ---- |
| 427  | 397  | 431  | 413  | 371  | 349  | 346  | 329  | 318  |

| 1901 | 1906 | 1911 | 1921 | 1926 | 1931 | 1936 | 1946 | 1954 |
| ---- | ---- | ---- | ---- | ---- | ---- | ---- | ---- | ---- |
| 310  | 302  | 282  | 240  | 255  | 254  | 250  | 246  | 219  |

| 1962 | 1968 | 1975 | 1982 | 1990 | 1999 | 2004 | 2006 | 2009 |
| ---- | ---- | ---- | ---- | ---- | ---- | ---- | ---- | ---- |
| 206  | 216  | 201  | 220  | 219  | 204  | 217  | 215  | 229  |

| 2014 | 2019 | 2022 | - | - | - | - | - | - |
| ---- | ---- | ---- | - | - | - | - | - | - |
| 243  | 277  | 285  | - | - | - | - | - | - |

En 2010, on compte 40 % d’actifs occupés, 5 % de chômeurs, 25 % de retraités et 7 % d’élèves.
Il y a en moyenne 3 personnes par ménage.
On dénombre 30 % de célibataires et 60 % de mariés environ.

## Économie

### Revenus
En 2018, la commune compte 113 ménages fiscaux, regroupant 264 personnes. La médiane du revenu disponible par unité de consommation est de 20 530 € (20 140 € dans le département).

### Emploi
|                | 2008  | 2013   | 2018   |
| -------------- | ----- | ------ | ------ |
| Commune        | 6,3 % | 8,6 %  | 10,6 % |
| Département    | 8,4 % | 10,2 % | 10,3 % |
| France entière | 8,3 % | 10 %   | 10 %   |

En 2018, la population âgée de 15 à 64 ans s'élève à 146 personnes, parmi lesquelles on compte 73,5 % d'actifs (62,9 % ayant un emploi et 10,6 % de chômeurs) et 26,5 % d'inactifs,. En  2018, le taux de chômage communal (au sens du recensement) des 15-64 ans est supérieur à celui du département et de la France, alors qu'en 2008 la situation était inverse.
La commune fait partie de la couronne de l'aire d'attraction de Valence, du fait qu'au moins 15 % des actifs travaillent dans le pôle,. Elle compte 46 emplois en 2018, contre 55 en 2013 et 44 en 2008. Le nombre d'actifs ayant un emploi résidant dans la commune est de 94, soit un indicateur de concentration d'emploi de 48,6 % et un taux d'activité parmi les 15 ans ou plus de 49,8 %.
Sur ces 94 actifs de 15 ans ou plus ayant un emploi, 22 travaillent dans la commune, soit 24 % des habitants. Pour se rendre au travail, 85,6 % des habitants utilisent un véhicule personnel ou de fonction à quatre roues, 4,1 % s'y rendent en deux-roues, à vélo ou à pied et 10,3 % n'ont pas besoin de transport (travail au domicile).

### Activités hors agriculture

#### Secteurs d'activités
13 établissements sont implantés  à Saint-Vincent-Lespinasse au 31 décembre 2019.
Le secteur des activités spécialisées, scientifiques et techniques et des activités de services administratifs et de soutien est prépondérant sur la commune puisqu'il représente 23,1 % du nombre total d'établissements de la commune (3 sur les 13 entreprises implantées  à Saint-Vincent-Lespinasse), contre 14,1 % au niveau départemental.

#### Entreprises et commerces
L’activité principale sur la commune est l'agriculture avec les céréales et l’élevage de viande bovine. On compte aussi de nombreux agents EDF, en raison de la proximité de la centrale nucléaire de Golfech.

### Agriculture
La commune est dans le « Bas-Quercy de Montpezat », une petite région agricole couvrant une bande nord  du département de Tarn-et-Garonne. En 2020, l'orientation technico-économique de l'agriculture  sur la commune est la polyculture et/ou le polyélevage.
|               | 1988 | 2000 | 2010  | 2020  |
| ------------- | ---- | ---- | ----- | ----- |
| Exploitations | 29   | 26   | 23    | 17    |
| SAU (ha)      | 743  | 915  | 1 123 | 1 306 |

Le nombre d'exploitations agricoles en activité et ayant leur siège dans la commune est passé de 29 lors du recensement agricole de 1988  à 26 en 2000 puis à 23 en 2010 et enfin à 17 en 2020, soit une baisse de 41 % en 32 ans. Le même mouvement est observé à l'échelle du département qui a perdu pendant cette période 57 % de ses exploitations,. La surface agricole utilisée sur la commune a quant à elle augmenté, passant de 743 ha en 1988 à 1 306 ha en 2020. Parallèlement la surface agricole utilisée moyenne par exploitation a augmenté, passant de 26 à 77 ha.

## Culture locale et patrimoine

### Lieux et monuments
Le village est juché sur une butte sur laquelle se trouve une église du XVe siècle inscrite aux monuments historiques. Ce qui fait la spécificité du village est sans doute sa halle du XXe siècle avec charpente à l’ancienne. Le village possède également un lavoir rectangulaire et une fontaine qui ont été rénovés eux aussi.
- Église Saint-Vincent de Saint-Vincent-Lespinasse. L'édifice a été inscrit au titre des monuments historiques en 1978[35].

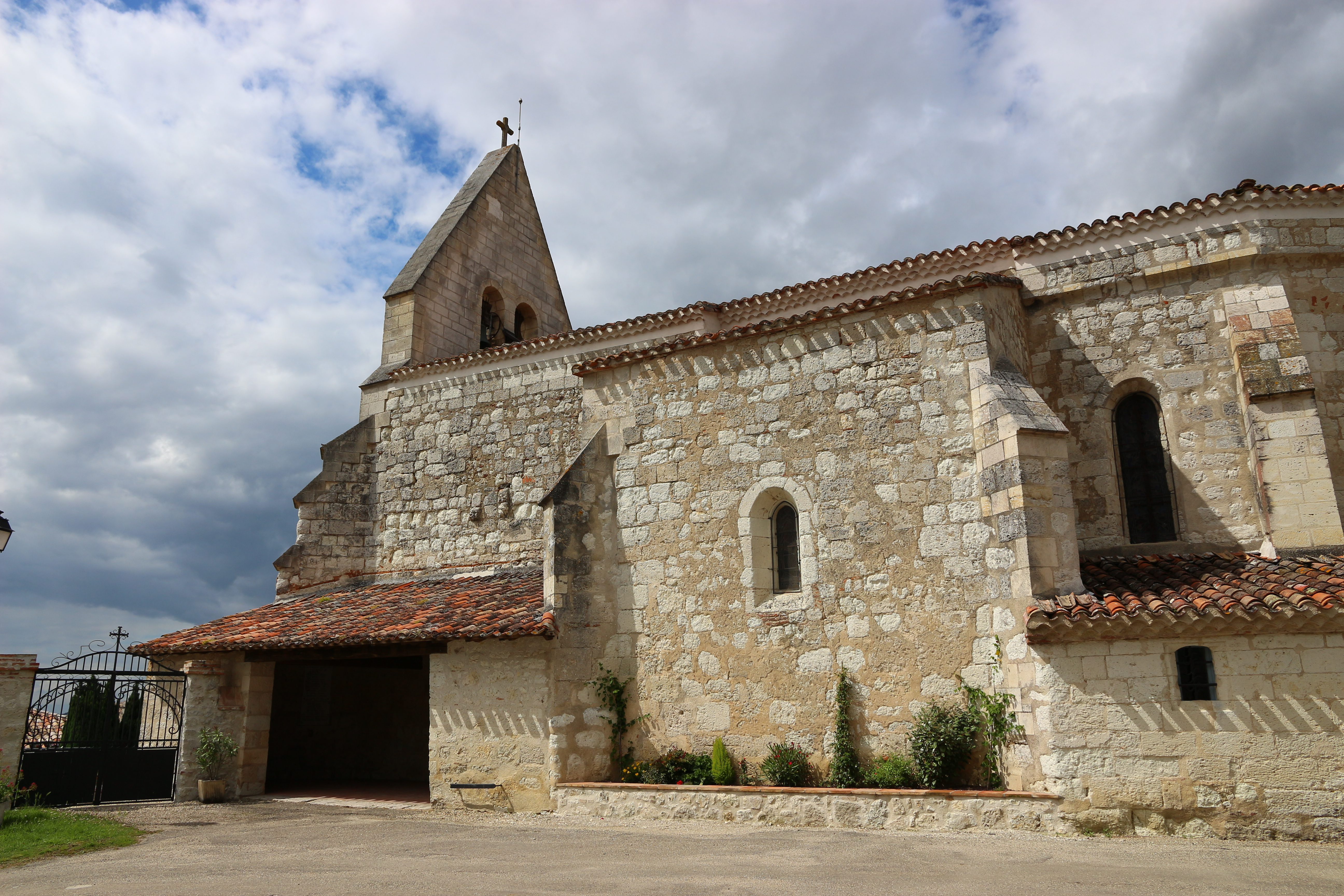
Église Saint-Vincent
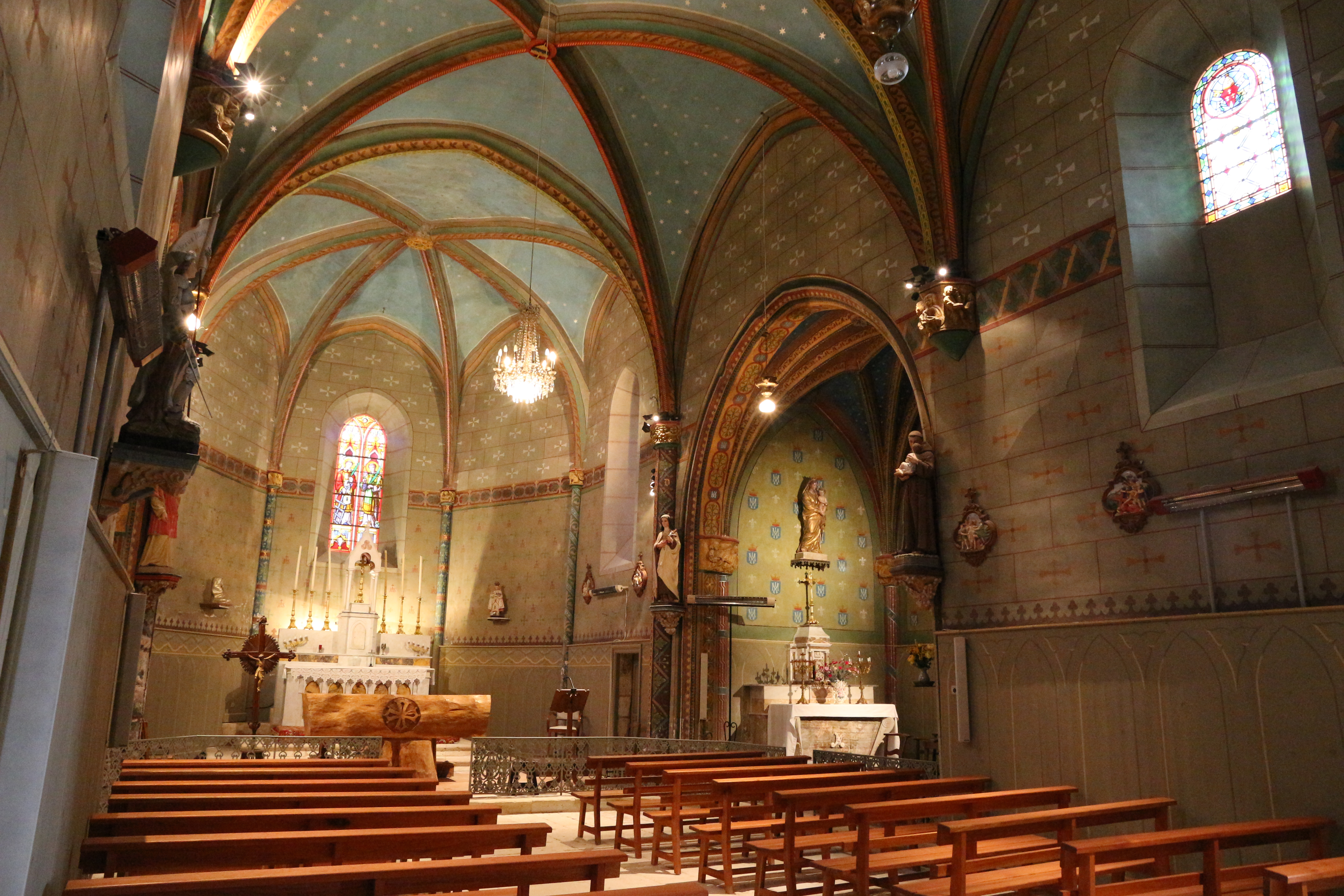
La nef et le chœur de l'église
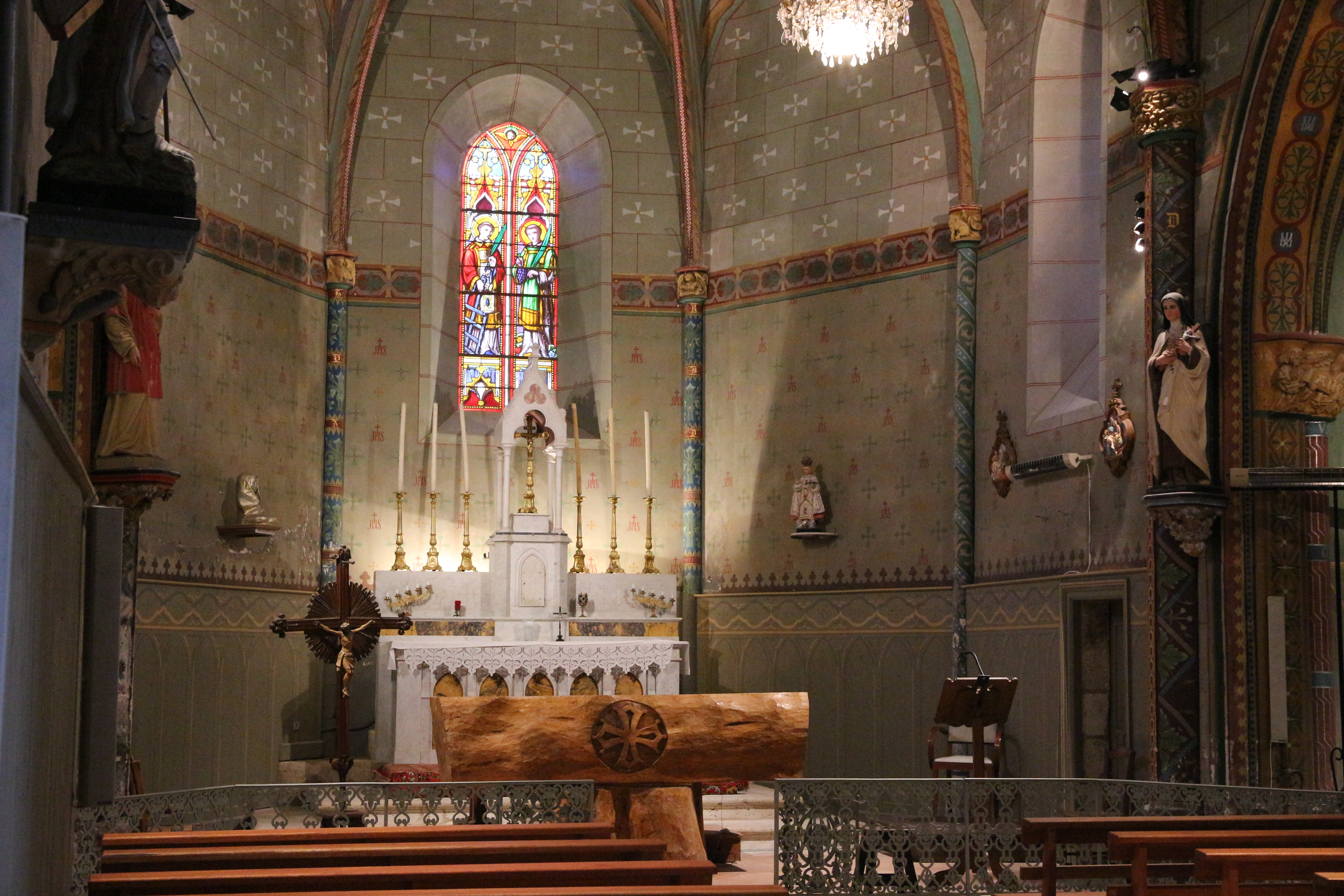
Le chœur de l'église

## Vie locale

### Enseignement
Une école primaire qui a été rénovée en 2009.

### Sports
Chaque mois d'avril, le village accueille la course motocross UFOLEP.
En effet, le village dispose d'un terrain de motocross où se déroule généralement un entraînement par mois pour les adhérents.
À quelques pas du village, on trouve un poney club.

### Tourisme
On trouve sur la commune deux chambres d’hôtes qui peuvent accueillir au total 15 personnes, classées 2 épis. On trouve également 8 gîtes ruraux classés 1, 2 ou 3 épis. Puis, un gîte d’étape pouvant accueillir 19 personnes.
Chaque été la population du village augmente grâce à l'hébergement de touristes sur la commune. Les touristes sont souvent à la recherche de vacances reposantes en famille, en contact avec la population locale. Les locaux allient donc au mieux activités agricoles et activités touristiques.

### Héraldique
Pour un article plus général, voir Armorial des communes de Tarn-et-Garonne.
| Blason de Saint-Vincent-Lespinasse | Blason  | Tiercé en pairle renversé : au 1er d'argent à la bande d'azur, au 2e de sinople à une grappe de raisin tigée et feuillée d'or, au 3e de gueules à une fleur d'aubépine d'argent, boutonnée d'or, tigée et feuillée de sinople. |
| Blason de Saint-Vincent-Lespinasse | Détails | La bande d'azur vient des armes de la famille de Durfort, anciens seigneurs. La grappe de raisin est attribut de saint Vincent et l'aubépine évoque la seconde partie du nom de la commune. Adopté le 24 juin 2024.            |

## Pour approfondir